# Estación de Ibarra
Ibarra  es un apeadero ferroviario situado en la población de Ibarra en el municipio de Zalla, en el País Vasco. Forma parte de la red de ancho métrico de Adif, operada por Renfe a través de su división comercial Renfe Cercanías AM. Está integrada dentro del núcleo de Cercanías Bilbao al pertenecer a la línea C-4 (antigua línea B-1 de FEVE), que une Bilbao con La Calzada.

## Situación ferroviaria
La estación se encuentra en el punto kilométrico 3,5 de la línea férrea de ancho métrico de Bilbao a La Robla y León (conocido como Ferrocarril de La Robla). El reducido kilometraje se explica por el hecho de que el kilometraje se reinicia en Aranguren y continúa ascendente hasta Valmaseda. Se sitúa entre los apeaderos de Colegio y La Herrera, a 91 metros de altitud. El tramo es de vía única y está electrificado 1,5 Kv con alimentación por catenaria compensada. Según Adif, la denominación oficial de la línea a la que pertenece la estación es la 08-790 (Asunción Universidad-Aranguren).

## Historia
El proyecto definitivo del tren en la cuenca del río Cadagua fue presentado en mayo de 1888 por los ingenieros Víctor Chábarri, Manuel Allendesalazar, Enrique Aresti y Ramón Bergé, aprobándose en julio de ese mismo año y constituyendo la Compañía del ferrocarril del Cadagua el 2 de julio de 1888 al efecto. La línea debía partir en el barrio bilbaíno de Zorroza, en la parada de la línea de Bilbao a Portugalete. El 27 de agosto de 1890 fue inaugurada la línea provisionalmente (y con ello la estación), en presencia de Práxedes Mateo Sagasta, si bien la apertura al público no se produjo hasta el 5 de diciembre del mismo año.
El 7 de julio de 1894 la Compañía del Ferrocarril de Cadagua se integró en la Compañía del Ferrocarril de Santander a Bilbao. Desde el 11 de agosto de 1894 se produjo un incremento de tráfico por el enlace con el Ferrocarril Hullero de La Robla a Valmaseda, una situación que se prolongó hasta el 1 de diciembre de 1902, fecha en el que esta última compañía ferroviaria abrió al tráfico su propio enlace hasta Luchana, en la ría de Baracaldo para evitar el pago de peajes, conectando así con la línea de Bilbao a Portugalete, germen de la actual C-1 de Cercanías de Bilbao.

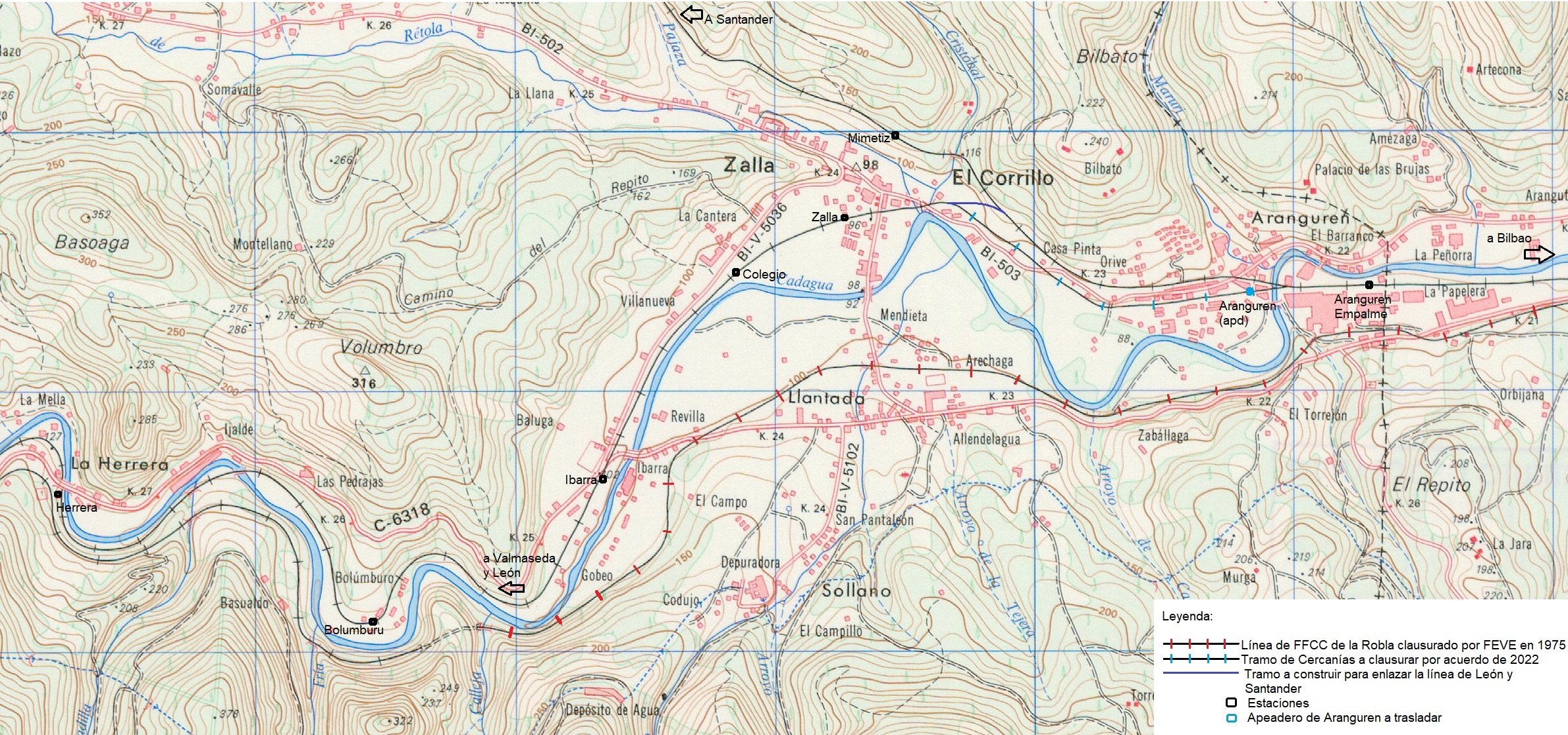
Evolución de las líneas ferroviarias en el municipio de Zalla. La estación de Ibarra se reubicó.

 Por discrepancias con la Compañía del Ferrocarril de Santander a Bilbao, la Compañía de los Ferrocarriles de La Robla estableció entre Aranguren e Iráuregui, en enero de 1911, un tramo nuevo al otro lado del Río Cadagua para evitar compartir las vías, lo que no impidió que debiera cruzarlas en la estación de Iráuregui. El acuerdo entre ambas compañías posibilitó que los trenes de la Compañía de los Ferrocarriles de La Robla pudieran partir directamente desde Bilbao sin transbordo hasta La Robla (León). En 1924 se acometieron pequeñas reformas en el edificio de viajeros la estación.
Desde el 1 de agosto de 1962 el ente estatal Explotación de Ferrocarriles por el Estado (EFE) se hizo cargo de la línea Santander-Bilbao, siendo transferido a FEVE en 1965. La Compañía de los Ferrocarriles de la Robla siguió manteniendo su tendido desde Luchana a Valmaseda, pero tras entrar en pérdidas a finales de los 60 debido a la disminución de pasajeros, se declaró en quiebra, renunció a la explotación y acabó siendo también transferida a FEVE el 6 de marzo de 1972. Al darse la circunstancia de poseer ambos ferrocarriles en el valle del río Cadagua, FEVE resolvió en 1975 mantener el enlace de las líneas Bilbao-León y Bilbao-Santander en la estación de Aranguren, volviendo a la situación anterior a 1911 (ver mapa). A partir de entonces, los trenes procedentes de León llegan a Iráuregi por la misma vía, quedando la variante hasta Luchana sólo para trenes de transporte de mercancías, ya en vía única de ancho métrico y sin electrificar y desmantelando el tramo entre Valmaseda e Iráuregui de la antigua Compañía de los Ferrocarriles de La Robla. La línea de Bilbao a Valmaseda se electrificó el 16 de octubre de 1996, tramo al que pertenece la estación de Ibarra. Tras la clausura parcial de la línea Bilbao-León en 1994, los trenes finalizaban su recorrido en la estación de Valmaseda. El 19 de mayo de 2003 se reabrió al tráfico de viajeros el ferrocarril Bilbao-León con la implantación del servicio de Tren turístico de La Robla, con un tren regional diario por sentido. Desde el 1 de enero de 2013 y tras la disolución de FEVE, el ente Adif es el titular de las instalaciones ferroviarias.

## La estación
Pertenece a los apeaderos del proyecto original. Está situada al pie de la carretera principal del pueblo, además de dar acceso al barrio Gobeo. El extremo sur del andén limita con un paso a nivel con barreras. La estación tiene un edificio usado antiguamente para empleados ferroviarios. Las instalaciones contienen un refugio acristalado situado a la izquierda del edificio en kilometraje ascendente.

## Servicios ferroviarios

### Cercanías
Forma parte de la línea C-4 (Bilbao - La Calzada) de Cercanías Bilbao. Tiene una frecuencia de trenes cercana a un tren cada treinta o sesenta minutos en función de la franja horaria. La cadencia disminuye durante los fines de semana y festivos. Los trayectos de esta relación se prestan exclusivamente con unidades eléctricas de la serie 3600 de Renfe.
| procedencia/destino | < estación | Línea | estación > | destino/procedencia |
| ------------------- | ---------- | ----- | ---------- | ------------------- |
| Bilbao Concordia    | Colegio    |       | La Herrera | La Calzada          |